# Magnus Knoop
Magnus Knoop (även Conopæus, Konopæus eller Knopœus), född i Godegårds socken, död 18 januari 1655 i Örberga socken, var en svensk präst.

## Biografi
Magnus Knoop föddes i Godegårds socken. Han var son till kyrkoherden Laurentius Danielis Ranzochius. Knoop studerade vid gymnasiet och prästvigdes 7 juli 1627. Han blev 1631 komminister i Hällestads församling och 1638 domkyrkokomminister i Linköpings församling. Knoop blev 1643 kyrkoherde i Örberga församling. Han avled 18 januari 1655 i Örberga socken och begravdes i Örberga kyrkas kor. Gravstenen är senare flyttad till kyrkogården.
Knoop var riksdagsman vid Riksdagen 1650.

### Familj
Knoop gifte sig med Elisabeth Olofsdotter (död 1668). De fick tillsammans barnen Margareta Knoop, häradshövdingen Abraham Knoop (död 1682), stadsnotarien Isac Knoop i Askersund, kornetten Lars Knoop (död 1703).